# Guerra de Al-Wadiah
Guerra de al-Wadiah foi um conflito militar que eclodiu em 27 de novembro de 1969 entre a Arábia Saudita e a República Popular do Iêmen do Sul depois que as forças do Iêmen do Sul tomaram a cidade de al-Wadiah na fronteira entre os dois países. O conflito terminou em 6 de dezembro, quando as forças sauditas retomaram al-Wadiah.